# J-League de 1995
A J-League de 1995 foi a terceira edição da liga de futebol japonesa profissional J-League. Foi iniciada em 18 de março e com término em novembro de 1995.
O campeonato teve 14 clubes. O Yokohama Marinos foi o campeão, sendo o vice Verdy Kawasaki.

## Golden Boot ranking
Golden Boot na primeira parte
| Rank | Jogador             | Clube              | Gols |
| ---- | ------------------- | ------------------ | ---- |
| 1    | Salvatore Schillaci | Júblio Iwata       | 24   |
| 2    | Koji Noguchi        | Bellmare Hiratsuka | 16   |
| 3    | Masahiro Fukuda     | Urawa Red Diamonds | 15   |
| 3    | Betinho             | Bellmare Hiratsuka | 15   |
| 3    | Valdes              | Cerezo Osaka       | 15   |
| 6    | Nobuhiro Takeda     | Verdy Kawasaki     | 13   |
| 6    | Oleh Protasov       | Gamba Osaka        | 13   |
| 8    | Uwe Bein            | Urawa Red Diamonds | 11   |
| 8    | David Bisconti      | Yokohama Marinos   | 11   |
| 8    | Toninho             | Shimizu S-Pulse    | 11   |

Golden Boot geral
| Rank | Jogador             | Clube               | Gols |
| ---- | ------------------- | ------------------- | ---- |
| 1    | Masahiro Fukuda     | Urawa Red Diamonds  | 32   |
| 2    | Salvatore Schillaci | Júblio Iwata        | 31   |
| 3    | David Bisconti      | Yokohama Marinos    | 27   |
| 4    | Betinho             | Bellmare Hiratsuka  | 25   |
| 5    | Kazuyoshi Miura     | Verdy Kawasaki      | 23   |
| 5    | Koji Noguchi        | Bellmare Hiratsuka  | 23   |
| 7    | Wynton Rufer        | JEF United Ichihara | 21   |
| 7    | Ramón Medina Bello  | Yokohama Marinos    | 21   |
| 9    | Nobuhiro Takeda     | Verdy Kawasaki      | 20   |
| 9    | Hans Gillhaus       | Gamba Osaka         | 20   |